# شنتوف
شنتوف هي إحدى بلديات ولاية عين تموشنت الجزائرية.